# Аугсбургский университет
Аугсбургский Университет (нем. Universität Augsburg) один из молодых университетов Баварии, расположенный в Университетском квартале (нем. Universitätsviertel)  города Аугсбург. Основанный в 1970 году, университет имеет 7 факультетов.

## Факультеты

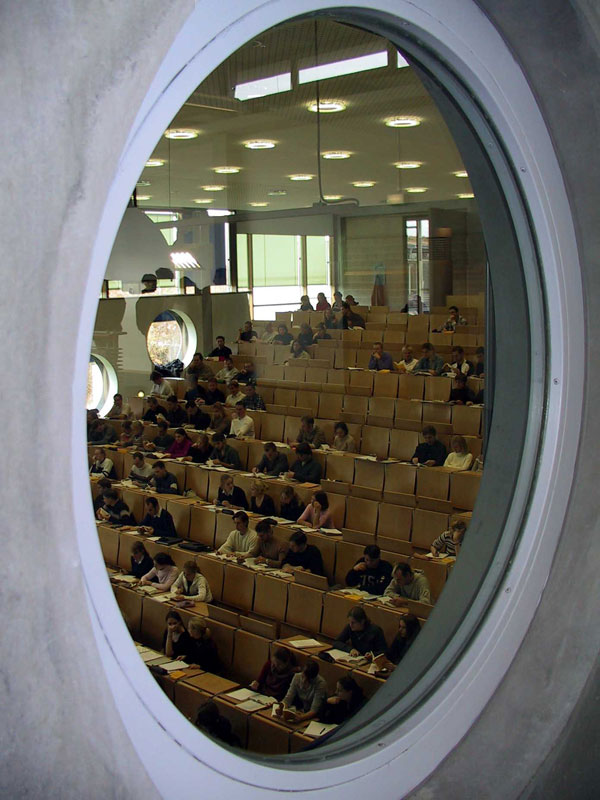
Лекционный зал Юридического факультета

C 2016 года, в университете ведется обучение на 8 факультетах. 
- Факультет Бизнеса и Экономики (основан в 1970 году)
- Факультет Юриспруденции (основан в 1971 году)
- Факультет Католической теологии (основан в 1971 году)
- Факультет Философии и социальных наук (основан в 1972 году)
- Факультет Истории и Филологии (основан в 1972 году)
- Факультет Математики, естественных наук и техники (основан в 1981 году)
- Факультет Компьютерных наук (основан в 2003)
- Факультет Медицины (основан в 1 декабря 2016 году)

## Междисциплинарные институты
Междисциплинарные институты Университета Аугсбурга в основном расположены на университетском городке в Институте междисциплинарной информатики и Институте европейской истории культуры можно найти в здании Старого университета на Антонсфиртеле (Eichleitnerstraße).
- Центр прикладных исследований материалов и окружающей среды (с октября 2000 года)
- Центр исследований и сотрудничества Россия, Центральная, Восточная и Юго-Восточная Европа (нем. «ForumOst»), с апреля 2005 года)
- Институт истории европейской культуры (с октября 1990 года);
- Институт междисциплинарной информатики (с апреля 1997 года);
- Институт исследований Канады (с декабря 1985 года);
- Институт управления ресурсами материалов;
- Институт философии;
- Институт исследования Испании, Португалии и Латинской Америки (с января 1986 года);
- Междисциплинарное инициативное экспериментальное образование;
- Центр Якоба Фуггера (нем. Jakob Fugger Center) - Исследовательский центр транснациональных исследований (JFZ) (с 2012 года);
- Научный центр окружающей среды;
- Центральный институт дидактических исследований и преподавания (с апреля 1999 года);
- Центр дополнительного образования и передачи знаний (ZWW) (с 1974 года);
- Центр междисциплинарных исследований в области здравоохранения (ZIG) (с 2014 года).

## Ректоры

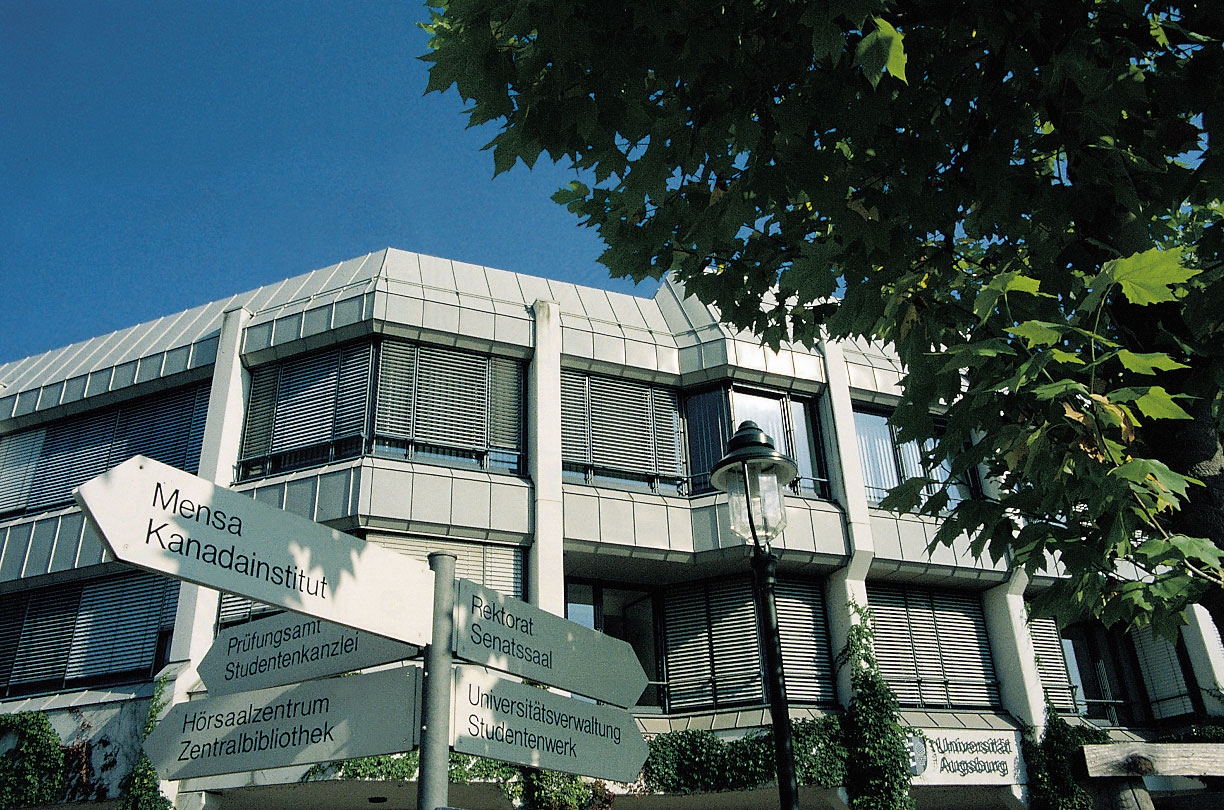
Здание Ректората Аугсбургского университета

- 1970 – 1973 — Луис Перридон (нем. Louis Perridon)
- 1973 – 1979 — Франц Кнёпфле (нем. Franz Knöpfle)
- 1979 – 1983 — Карл М. Меесен (нем. Karl M. Meessen)
- 1983 – 1991 —	Йозеф Беккер (нем. Josef Becker)
- 1991 – 1999 —	Рейнхард Блум (нем. Reinhard Blum)
- 1999 – 2010 —	Вильфрид Ботке (нем. Wilfried Bottke)
- 2010 – 2011 —	Алоис Лойдль (нем. Alois Loidl)
- С 2011 —	Сабине Дойеринг-Мантойффель (нем. Sabine Doering-Manteuffel)

## Библиотека
Библиотека Аугсбургского университета была основана в 1969 году и состоит из центральной библиотеки и библиотек для социальных наук, гуманитарных и естественных наук.
В 1970, библиотеку переместили в кампус старого университета на улицу Мемингер (нем. Memminger Straße). Новую Центральную Библиотеку открыли в современном кампусе на юге Аугсбурга, в 1984. 
Обладая около 2.7 миллионов томов (на 2015 год), библиотека Аугсбургского университета входит в список крупнейших библиотек Баварии.

## Международное сотрудничество
Университет имеет соглашения о сотрудничестве с более чем 40 университетами Европы, Азии, Южной Африки, Северной и Латинской Америки. Наиболее близкое сотрудничество поддерживается со следующими университетами:
- Университет имени Йосипа Юрая Штросмайера (Хорватия), с 1978
- Питтсбургский университет (США), с 1980
- Ясский университет имени А. И. Кузы  (Румыния), с 1992
- Педагогический институт Тихоокеанского государственного университета (Россия) с 1998
- Йоханнесбургский университет (ЮАР), с 2008

В 2013 году в Мюнхенском техническом университете, в совместной работе с факультетом физики Аугсбургского университета, Отделом материалов и химии окружающей среды  Стокгольмского университета, и Лабораторией высокого давления Аризонского университета, был открыт неизвестный ранее материал Литий-борид-сицилид (LiBSi2), названный "Тумом" в честь Мюнхенского университета.